# Блок коммунистов и социалистов
Блок коммунистов и социалистов (сокращ. БКС) (рум. Blocul Comuniștilor și Socialiștilor), также Избирательный блок коммунистов и социалистов (рум. Blocul electoral al Comuniștilor și Socialiștilor) — избирательный блок (впоследствии политическая коалиция), созданный Партией социалистов Республики Молдова (ПСРМ) и Партией коммунистов Республики Молдова (ПКРМ) 13 мая 2021 года перед досрочными выборами в Парламент Республики Молдова.
На выборах занял второе место, получив 27,17 % голосов избирателей и проведя в парламент 32 депутата, уступив поддерживающей действующего президента Майю Санду партии «Действие и солидарность (PAS)».

## История

### Основание
После своего поражения на президентских выборах в декабре 2020 года, бывший президент Республики Молдова Игорь Додон и возглавляемая им ПСРМ взяли курс на сближение с оппозиционной новому президенту Майе Санду ПКРМ, которая после парламентских выборов 2019 года не была представлена в парламенте. Переговоры о формировании коалиции между партиями начались в апреле 2021 года, как только стало известно о планах Санду о досрочном роспуске парламента (где партия «Действие и солидарность» (PAS) занимала только 15 мест и не могла сформировать правительство). В начале мая Додон отправил руководителю ПКРМ Владимиру Воронину, также раннее занимавшему пост президента страны (в 2001—2009 годах) предложение о формировании совместного избирательного блока. 11 мая ЦК ПКРМ одобрил это предложение, и на следующий день главы обеих партий подписали соглашение о формировании ИБКС. 13 мая ЦИК Молдовы зарегистрировала блок, руководителем которого стал Владимир Воронин.
В список ИБКС вошли 102 кандидата во главе с Владимиром Ворониным, Игорем Додоном, Зинаидой Гречаный и Владом Батрынча.

### Выборы
11 июля 2021 года состоялись досрочные парламентские выборы, на которых список ИБКС получил 27,17 % голосов (2-е место) и смог провести в парламент 32 депутата, из которых 10 — от ПКРМ и 22 — от ПСРМ. На совместном заседании Политисполкомов обеих партий 13 июля было решено создать единую парламентскую фракцию.

## Программа
Программа ИБКС основана на принципах демократического социализма и включает в себя положения о повышении роли государства в экономике страны, проведении новой индустриализации, развитии сельского хозяйства, образования и здравоохранения, модернизации транспортной инфраструктуры, сокращении социального неравенства, а также военном нейтралитете Республики Молдова и противодействии унионистскому процессу. Отмечается, что блок и его партии сочетают левые позиции по экономическим вопросам и правые, консервативные — по социальным.

## Состав
| Партия                                | Идеология                                                                                               | Мест в Парламенте |
| ------------------------------------- | --- | ----------------- |
| Партия коммунистов Республики Молдова | Еврокоммунизм, демократический социализм, молдовенизм                                                   | 8 из 101          |
| Партия социалистов Республики Молдова | Демократический социализм, социал-демократия, социальный консерватизм, русофилия, молдовенизм, популизм | 18 из 101         |